# Eucharis globosa
Eucharis globosa är en stekelart som beskrevs av O. Radoszkowsky 1873. Eucharis globosa ingår i släktet Eucharis och familjen Eucharitidae.
Artens utbredningsområde är Armenien. Inga underarter finns listade i Catalogue of Life.